# Estación de Couronnes
Couronnes es una estación de la línea 2 del metro de París situada en límite de los distritos XI y XX de la ciudad.
En el año 1903, pocos meses después de su apertura, fue el escenario de la mayor tragedia, hasta la época, del metro parisino. 

## Historia
Fue inaugurada el 31 de enero de 1903 con la ampliación de la línea 2 hacía Alexandre Dumas. 
El 10 de agosto de 1903, con la línea 2 inaugurada meses atrás, un incendio se declaró en uno de los trenes a causa de un cortocircuito en la estación de Barbès. Por suerte, el incendio pudo ser rápidamente controlado y los pasajeros evacuados. Para no bloquear la red, el convoy fue remolcado con premura por otro tren que previamente se vació hacia Nation, terminal de la línea. Sin embargo, a la altura de Ménilmontant el fuego se reactivó sin que los bomberos pudieran apagarlo. 
Al mismo tiempo, el tren siguiente que iba abarrotado, ya que además de sus viajeros transportaba los evacuados de los dos trenes anteriores, llegaba a Couronnes, estación anterior a Ménilmontant. Avisado el conductor de la reactivación del fuego, este no procedió a reiniciar la marcha, ordenando la evacuación de las cerca de 300 personas que transportaba. Mientras salían de la estación, uno de los viajeros mostró su preocupación por la devolución del billete que acababa de pagar. Su petición, juzgada procedente por más viajeros les llevó a volver sobre sus pasos para intentar obtener una respuesta del conductor del tren. Ante la incapacidad del mismo para resolver la duda planteada los ánimos se fueron alterando y las protestas se multiplicaron sobre el andén de la estación. 
Desgraciadamente, el humo del incendio del tren detenido en Ménilmontant no tardó en propagarse por la estación. En un acto reflejo los viajeros huyeron hacia el otro extremo del andén, alejándose de la única salida existente. Varias horas después, los bomberos encontrarían los cadáveres de 84 personas muertas por asfixia.

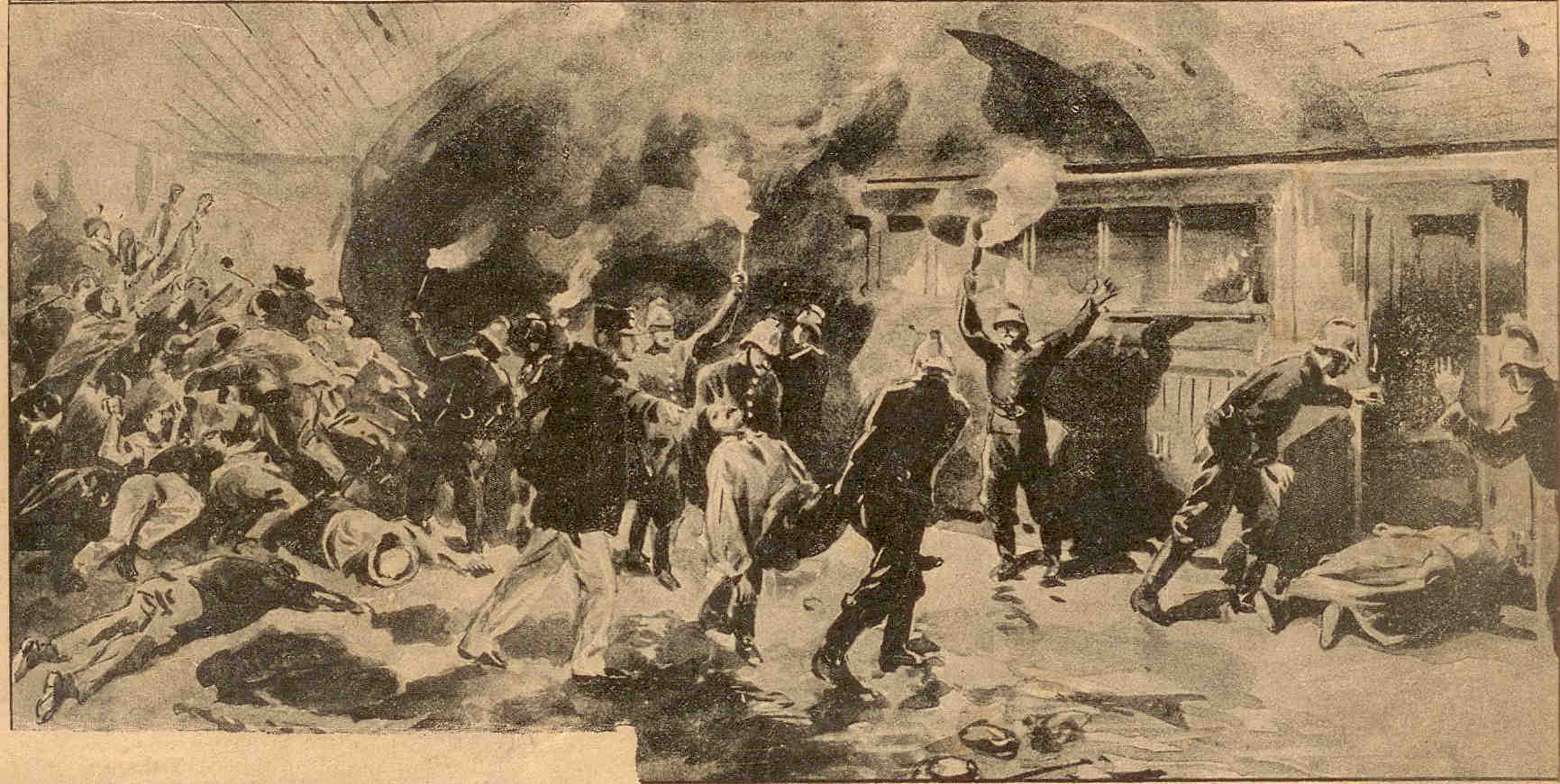
Ilustración de la época sobre la tragedia del incendio de 1903.

El incendio puso en tela de juicio la peligrosidad de unos trenes totalmente de madera y con un sistema eléctrico poco seguro que se situaba por debajo de cada convoy. Esto llevó a la progresiva sustitución del material existente en favor de trenes metálicos como los Sprague-Thomson. Además, se decidió señalizar más eficazmente las salidas de las estaciones y se dotó de iluminación a los túneles. Se optó también por crear dos sistemas eléctricos diferenciados, uno para los trenes y otro para las estaciones, evitando así dejar a oscuras las estaciones en caso de corte de luz en las vías. Estos sistemas eléctricos también se mejoraron creando tramos, de tal forma que cualquier corte no afectara a toda la línea. Por último se instalaron fusibles en los elementos de tracción para prevenir posibles problemas.

## Descripción
Se compone de dos andenes laterales de 75 metros de longitud y de dos vías.
Está diseñada en bóveda elíptica totalmente revestida de los clásicos azulejos blancos biselados del metro parisino.
Su iluminación ha sido renovada empleando el modelo vagues (olas) con estructuras casi adheridas a la bóveda que sobrevuelan ambos andenes proyectando la luz en varias direcciones.
La señalización por su parte usa la moderna tipografía Parisine donde el nombre de la estación aparece en letras blancas sobre un panel metálico de color azul. Por último, los asientos de la estación son de color rojo, individualizados y también de tipo Motte.

## Accesos
La estación dispone de un único acceso situado en el nº 37 del bulevar de Belleville.